# Amphoe Krok Phra
Amphoe Krok Phra (Thai: อำเภอ โกรกพระ) ist ein Landkreis (Amphoe – Verwaltungs-Distrikt) in der Provinz Nakhon Sawan. Die Provinz Nakhon Sawan liegt im südlichen Teil der Nordregion von Thailand.

## Geographie
Benachbarte Distrikte (von Norden im Uhrzeigersinn): die Amphoe Mueang Nakhon Sawan und Phayuha Khiri der Provinz Nakhon Sawan sowie die Amphoe Mueang Uthai Thani, Thap Than und Sawang Arom der Provinz Uthai Thani.

## Geschichte
Der Landkreis Krok Phra wurde ursprünglich Noen Sala genannt. Da die Distrikt-Verwaltung jedoch an einer verkehrs-ungünstigen Stelle lag, verlegte die Regierung 1899 die Verwaltung nach Ban Krok Phra am Westufer des Mae Nam Chao Phraya (Chao-Phraya-Fluss). Der Name des Distrikts wurde entsprechend geändert.
Ban Krok Phra hieß ursprünglich Ban Krok, was etwa Dorf am Abgrund bedeutet. Eine örtliche Legende erzählt von einem alten Pärchen, das eine große Buddha-Statue mit einem Floß von Sukhothai nach Ayutthaya bringen wollte. Als das Floß in Ban Krok ankam, zerbrach es und die Statue versank im Fluss. Seitdem nennen die Einwohner ihr Dorf Ban Krok Phra (Phra, พระ, kurz für: Buddha-Statue).

## Verwaltung

### Provinzverwaltung
Der Landkreis Krok Phra ist in neun Tambon („Unterbezirke“ oder „Gemeinden“) eingeteilt, die sich weiter in 65 Muban („Dörfer“) unterteilen.
| Nr. | Name         | Thai     | Muban | Einw. |
| --- | ------------ | -------- | ----- | ----- |
| 01. | Krok Phra    | โกรกพระ  | 08    | 8.641 |
| 02. | Yang Tan     | ยางตาล   | 09    | 4.226 |
| 03. | Bang Mafo    | บางมะฝ่อ  | 06    | 4.248 |
| 04. | Bang Pramung | บางประมุง | 08    | 5.090 |
| 05. | Na Klang     | นากลาง   | 08    | 3.024 |
| 06. | Sala Daeng   | ศาลาแดง  | 05    | 2.862 |
| 07. | Noen Kwao    | เนินกว้าว  | 07    | 2.979 |
| 08. | Noen Sala    | เนินศาลา  | 08    | 2.999 |
| 09. | Hat Sung     | หาดสูง    | 06    | 1.934 |

### Lokalverwaltung
Es gibt drei Kommunen mit „Kleinstadt“-Status (Thesaban Tambon) im Landkreis:
- Bang Mafo (Thai: เทศบาลตำบลบางมะฝ่อ) bestehend aus dem kompletten Tambon Bang Mafo.
- Krok Phra (Thai: เทศบาลตำบลโกรกพระ) bestehend aus Teilen des Tambon Krok Phra.
- Bang Pramung (Thai: เทศบาลตำบลบางประมุง) bestehend aus dem kompletten Tambon Bang Pramung.

Außerdem gibt es sieben „Tambon-Verwaltungsorganisationen“ (องค์การบริหารส่วนตำบล – Tambon Administrative Organizations, TAO)
- Krok Phra (Thai: องค์การบริหารส่วนตำบลโกรกพระ) bestehend aus Teilen des Tambon Krok Phra.
- Yang Tan (Thai: องค์การบริหารส่วนตำบลยางตาล) bestehend aus dem kompletten Tambon Yang Tan.
- Na Klang (Thai: องค์การบริหารส่วนตำบลนากลาง) bestehend aus dem kompletten Tambon Na Klang.
- Sala Daeng (Thai: องค์การบริหารส่วนตำบลศาลาแดง) bestehend aus dem kompletten Tambon Sala Daeng.
- Noen Kwao (Thai: องค์การบริหารส่วนตำบลเนินกว้าว) bestehend aus dem kompletten Tambon Noen Kwao.
- Noen Sala (Thai: องค์การบริหารส่วนตำบลเนินศาลา) bestehend aus dem kompletten Tambon Noen Sala.
- Hat Sung (Thai: องค์การบริหารส่วนตำบลหาดสูง) bestehend aus dem kompletten Tambon Hat Sung.